# Golfe de Boughrara
Ne doit pas être confondu avec Boughrara.
 (février 2019).
Si vous disposez d'ouvrages ou d'articles de référence ou si vous connaissez des sites web de qualité traitant du thème abordé ici, merci de compléter l'article en donnant les références utiles à sa vérifiabilité et en les liant à la section « Notes et références ».
Le golfe de Boughrara ou la lagune de Boughrara (arabe : بوغرارة) est un espace aquatique du sud de la Tunisie situé entre l'île de Djerba (au nord) et deux péninsules, celle de Zarzis à l'est et celle de Jorf à l'ouest. Il tire son nom de Boughrara, un village sur la côte Est du pays.

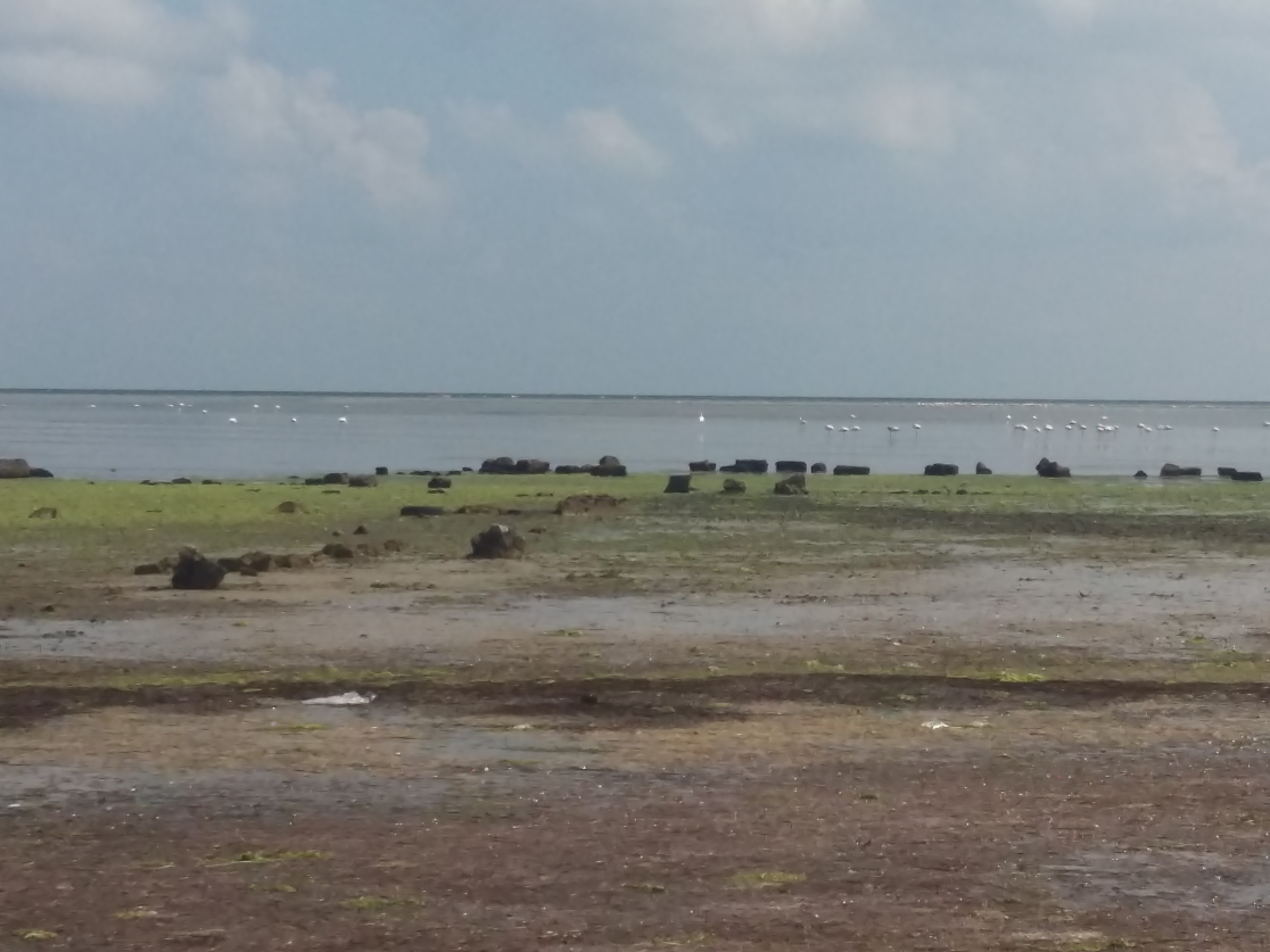
Golfe de Boughrara.

Il peut être considéré comme lagunaire du fait de sa quasi-fermeture. Avec une superficie de 50 000 hectares, et une profondeur variant entre trois et seize mètres, c'est la principale lagune de Tunisie. Mais il peut aussi être considéré comme maritime (golfe), du fait du double passage qui le relie à la mer Méditerranée avec, au nord-ouest, le golfe de Gabès.
Cet espace est caractérisé par une biodiversité importante (avifaune, faune aquatique, etc.). Il abrite diverses espèces d'oiseaux en hiver : le recensement de janvier 2008 fait état de 31 182 oiseaux et celui de janvier 2009 de 21 723. Parmi les espèces, on peut citer le Grand Cormoran  (Phalacrocorax carbo), le goéland leucophée (Larus cachinnans), l'aigrette (Casmerodius albus) et le bécasseau minute (Calidris minuta).
Le golfe souffre de la faiblesse des échanges marins, ce qui diminue l'oxygénation et augmente la salinité du milieu.
Le golfe de Boughrara est classé dans la liste des zones humides d'importance internationale selon la convention de Ramsar.